# 塵 (映画)
『塵』（ちり、Staub）は、ハルトムート・ビトムスキー監督による2007年のドキュメンタリー映画である。

## 発表
2007年、第64回ヴェネツィア国際映画祭オリゾンティ部門に出品される。2010年、山形国際ドキュメンタリー映画祭コンペティション部門に出品される。

## 評価
『The New York Times』のA. O. Scottは本作を「風変りでありながら、大いに教育的でもあるドキュメンタリー」と呼んだ。『Slant Magazine』のEd Gonzalezは4点満点中2.5点をつけ、「恐怖と恍惚の印象を同時に感じさせる」と評した。『Boston Phoenix』のPeter Keoughは4点満点中3点をつけた。